# Campo petrolífero de Albacora Leste
O Campo petrolífero de Albacora Leste está localizado na Bacia de Campos.  A Petrobras é a operadora do campo, no qual tem 90% de participação, sendo que a Repsol possui 10%. 
O início da produção do campo foi em 21 de abril de 2006, através da plataforma P-50, e marca o início do período de autossuficiência brasileira em petróleo.

## Plataforma P-50
A P-50 é um FPSO, sigla de Floating, Production Storage and Offloading, unidade que possui a característica de produzir, processar, armazenar e escoar óleo e gás. É a unidade flutuante de maior capacidade do Brasil, podendo produzir até 180 mil barris diários de petróleo e apresentando capacidade para comprimir seis milhões de metros cúbicos de gás natural e estocar 1,6 milhão de barris de petróleo. A plataforma tem comprimento de 337 metros, calado (altura submersa) de 21 metros e 55 metros de altura total (equivalente a de um prédio de dezoito andares).

## Indícios de petróleo no pré-sal
A Petrobras comunicou em junho de 2010 a descoberta de indícios de petróleo em reservatórios do pré-sal em águas profundas em Albacora Leste . A descoberta foi resultado da pesquisa exploratória que identificou estrutura testada pelo poço 6-ABL-57D-RJS, abaixo dos arenitos produtores do campo. Esta descoberta situa-se a 130 km da costa do estado do Rio de Janeiro, 1.956 metros sob a superfície do mar e profundidade de 4.536 metros.
Estimativas preliminares sugerem acumulação de petróleo leve e de boa qualidade, mas será necessária nova perfuração para avaliar volumes, extensão e produtividade desses reservatórios, bem como a possibilidade de aproveitar a infraestrutura de produção e escoamento existente na área.